# Autobahnknoten Prešov-západ
Der Autobahnknoten Prešov-západ („Prešov-West“; slowakisch diaľničná križovatka Prešov-západ) liegt nahe der drittgrößten slowakischen Stadt Prešov und verknüpft die Autobahn D1 mit der Schnellstraße R4 sowie der Cesta I. triedy 18 (I/18, „Straße 1. Ordnung“) und der Cesta II. triedy 546 (II/546, „Straße 2. Ordnung“). Er befindet sich am westlichen Stadtrand von Prešov beim Ortsteil Vydumanec in einem Hügelland, umgeben von Wäldern und Wiesen, teilweise auf dem Lauf des Bachs Vydumanec
Auf der D1 trägt der Knoten die Nummer 400, auf der R4 die Nummer 63.

## Bauart

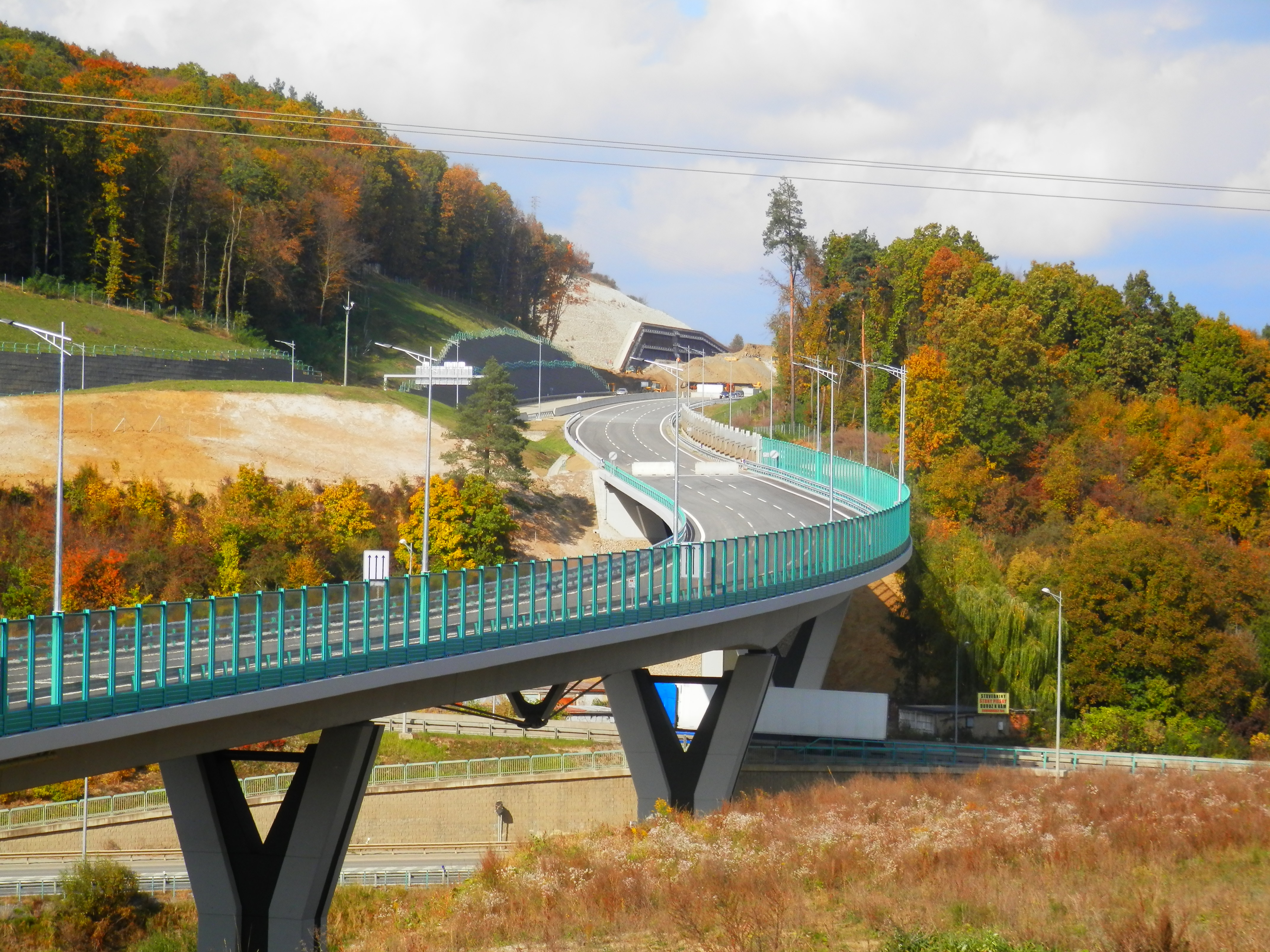
Fertiggestellte, aber noch nicht befahrbare Rampe zur R4

Der Knoten ist im Prinzip als Dreieck in drei Etagen zwischen der D1 und der R4 ausgeführt. Die D1 ist die durchgehende Straße mit 2 × 2 Fahrstreifen plus Standstreifen je Richtung und überbrückt den ganzen Knotenpunkt auf einer 550 m langen Extradosed-Brücke (bautechnische Bezeichnung 201-00) mit 12 Spannen. In das Dreieck ist eine Anschlussstelle mit der I/18 sowie II/546 integriert, die mit Hilfe von zwei Kreisverkehren und auf komplexe Weise alle Bewegungen zwischen den vier Straßen ermöglicht. Eine Gabelung von der D1 Richtung Košice zur I/18 Richtung Prešov sorgt für eine direkte Anbindung in beiden Richtungen, ohne die Kreisverkehre durchfahren zu müssen. Nach Angaben des Betreibers beträgt die Länge aller Rampen 11,3 km.

## Betreuung
Der Knoten selbst mit allen Rampen wird von der staatlichen Autobahngesellschaft Národná diaľničná spoločnosť, a. s. (kurz NDS) betreut, zuständig dafür ist die Autobahnmeisterei Prešov. Nur die I/18 mit dem nördlichen Kreisverkehr wird von der ebenfalls staatlichen Organisation Slovenská správa ciest (SSC) gewartet.

## Geschichte

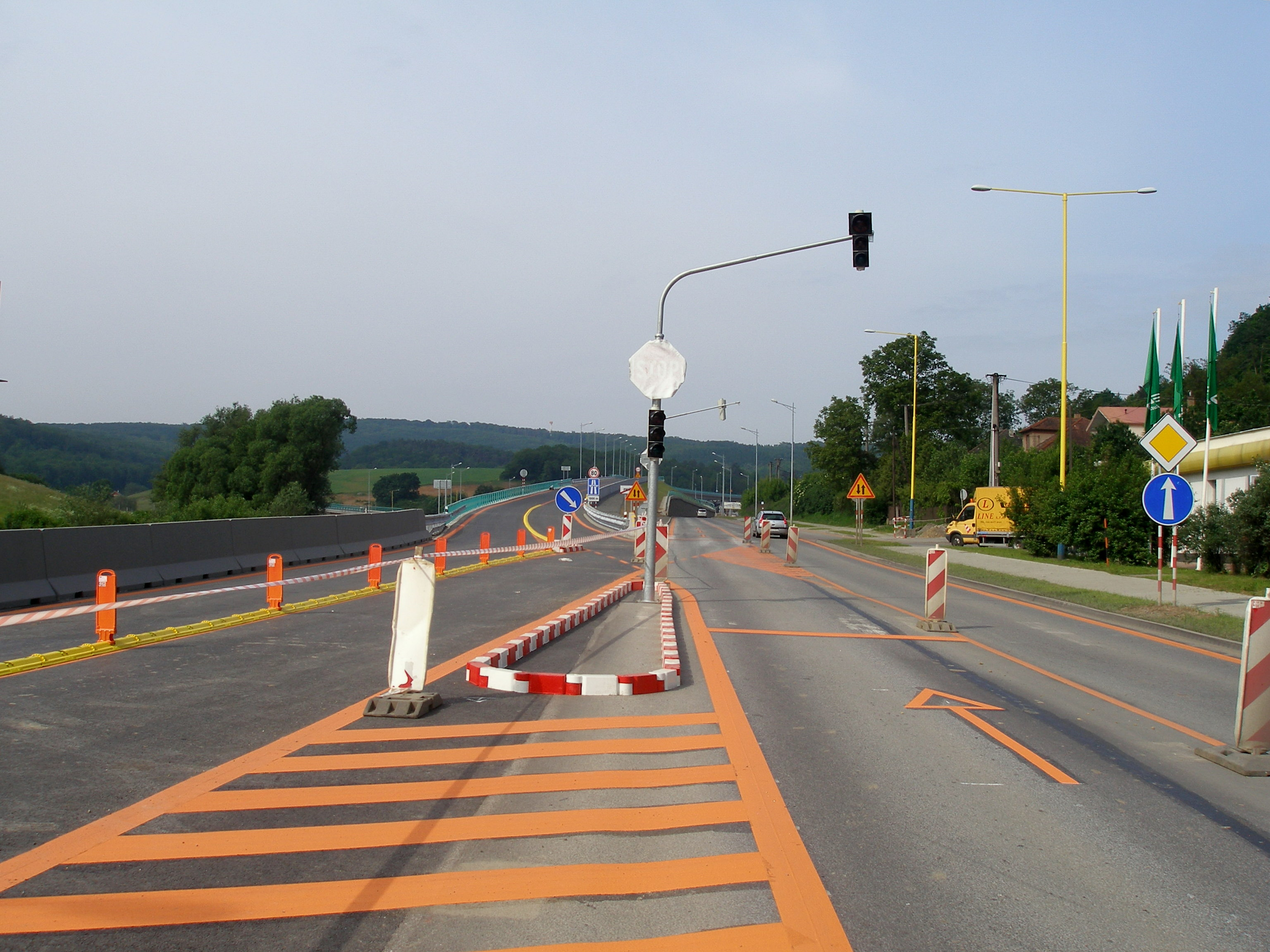
Die ampelgeregelte Kreuzung, hier noch vor der Eröffnung, Mai 2010

Der erste Teil des Knotens entstand ab 2005 mit dem Bau des D1-Bauabschnitts Svinia–Prešov, západ. Gebaut wurden die zwei Gabelungsrampen vom vorläufigen Autobahnende zur I/18 stadteinwärts. Dieser Abschnitt wurde am 7. Juni 2010 dem Verkehr freigegeben. Streitigkeiten mit einem örtlichen Unternehmer wegen Grundstücke im Bereich der südlichen Rampe führten dazu, dass nur die nördliche Rampe im Gegenverkehr nutzbar war, zudem kreuzte die Auffahrt zur D1 Richtung Poprad die Fahrspur der I/18 nach Prešov an einer ampelgeregelten Kreuzung. Diese unübliche Situation konnte erst nach dem Grundstückserwerb durch den Staat und anschließender Fertigstellung der neuen Zufahrt der I/18 und Anbindung der bereits gebauten südlichen Rampe im Jahr 2017 behoben werden. Die Lichtsignalanlage wurde nach einem siebenjährigen „Provisorium“ am 5. Oktober 2017 entfernt.
Der Bau von übrigen Teilen des Knotens, die eine Anbindung aller Straßenzüge ermöglicht, begann mit dem offiziellen Baustart der Westortsumgehung Prešov auf der D1 am 30. Mai 2017 (Bauabschnitt Prešov, západ–Prešov, juh). Nach mehr als vier Jahren Bauzeit wurde der Knoten vervollständigt und zusammen mit der Westortsumgehung am 28. Oktober 2021 eröffnet, wobei die Ausfahrt zur II/546 sowie die Anbindung vom nördlichen Kreisverkehr an die D1 Richtung Poprad bereits in Tagen vorher in Betrieb gingen. Die von und zur R4 führenden Rampen wurden erst mit der Eröffnung des anschließenden Teilabschnitts Prešov-západ–Prešov-sever der R4 am 25. September 2023 befahrbar.